# Kéregfestészet

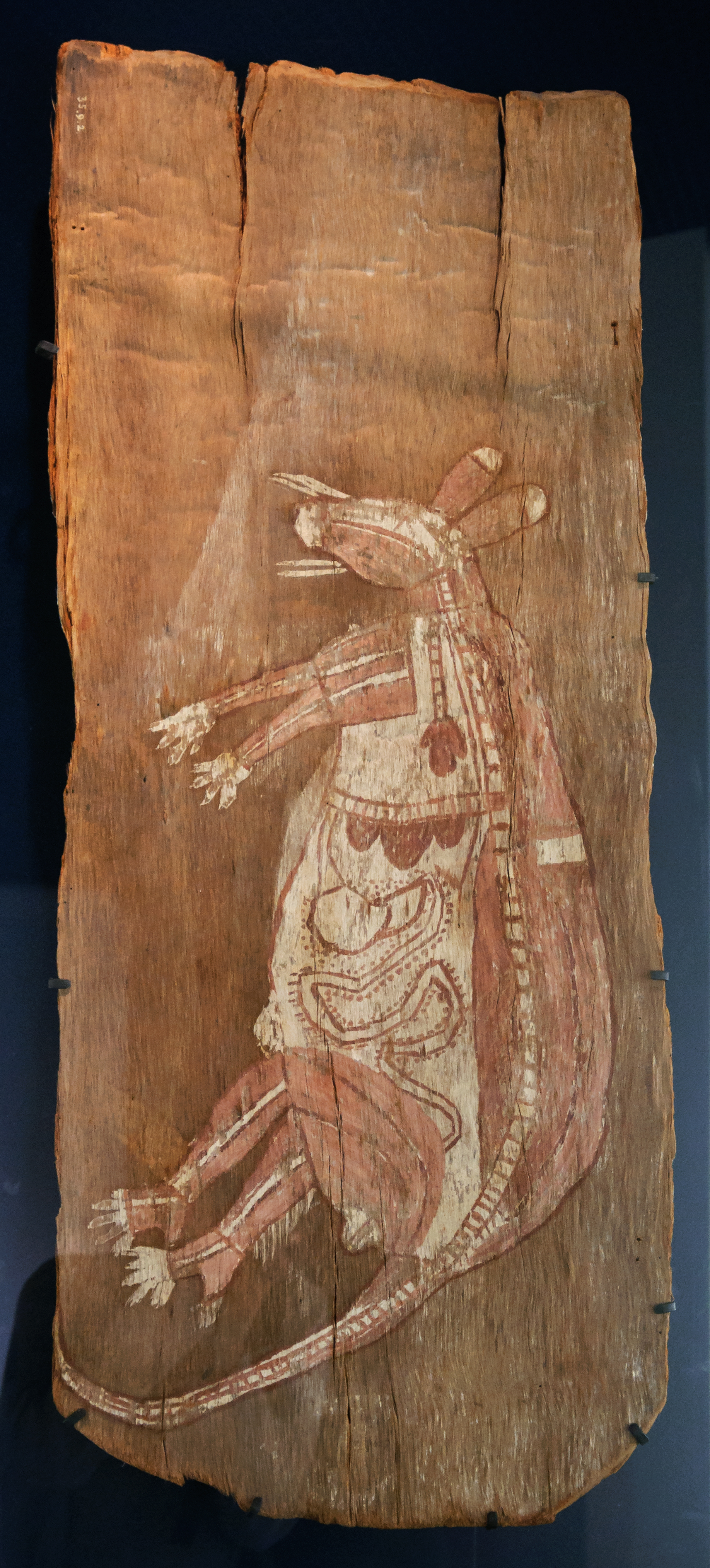
Kenguru totemős – kéregfestmény, Arnhem-föld, 1915 körül

A kéregfestészet az ausztrál őslakos képzőművészet egyik formája, mely esetben a festmény egy fakéregdarab belső oldalára készül. Arnhem-földön és Ausztrália északi területen, ideértve a nyugat-ausztráliai Kimberley régió egyes részeit, a kéregfestmények készítése ma is élő művészi kifejezőeszköz. Hagyományosan a kéregfestmények tanulási és rituális célt szolgáltak, mulandó tárgyaknak számítottak. Mára azonban keresett alkotások a gyűjtők és állami művészeti intézmények körében.

## Eredet
Az autentikus kéregfestményeken látható minták az adott művészhez vagy klánhoz tartozó, hagyományos vizuális elemek, amelyeket más művész nem festhet meg. Számos esetekben ugyanezeket a mintákat ünnepek vagy rituálék alkalmával hagyományosan az emberi testre festették volna, esetleg temetési szertartásokon használt farönkökön jelennének meg dekorációként. Miközben tehát a minták maguk ősiek, ez esetben a hordozóanyag, azaz a kisimított kéregdarab viszonylag modern jelenség, bár léteznek bizonyítékok arra, hogy az őslakosok átmeneti szálláshelyeiken a kéregből készült falakra és tetőre is festettek.
A legkorábbi, fennmaradt kéregfestmény a 19. századból származik: a fakéregbe karcolt, kenguruvadászatot ábrázoló képet ma a British Museum múzeum őrzi, azt Victoria állam északi részén, Boort város közelében egy brit felfedező, John Hunter Kerr gyűjtötte. A kéregfestmények modern formája először az 1930-as években jelent meg, amikor az Északi Területen lévő Yirrkalába és Milingimbibe érkező misszionáriusok arra kérték a helyi jolngu nép tagjait, hogy olyan kéregfestményeket készítsenek, amelyek Új-Dél-Wales és Victoria nagyobb városaiban értékesíthetők. A hittérítők így kívántak pénzhez jutni a missziós tevékenységek támogatására, illetve megismertetni a fehérbőrű ausztrálokkal a jolngu kultúrát (Morphy 1991). A később megnövekedő kereslet nyomán egyes kiemelkedő művészek, mint például Narritjin Maymuru, kiállításra is felkérést kaptak.

## Készítésük
A kéregfestmények készítéséhez elsősorban festékre, ecsetre, fakéregre, rögzítőszerre és tűzre van szükség. Az alapanyag a leggyakrabban az egyik eukaliptuszféle (Eucalyptus tetradonta) kérge. A kéregnek görcsöktől és más hibáktól mentesnek kell lennie, ezért a kérget leginkább az esős évszakban, nedvekben gazdag fákról gyűjtik. A fán két vízszintes és egy függőleges metszést végeznek, majd a kérget óvatosan, éles szerszám segítségével lehántják. Csak a belső, simább kéregréteget tartják meg, majd azt tűzbe rakják. A tűzben felhevült kérget laposra tapossák, majd kövekkel vagy rönkökkel súlyozzák le, hogy sima felületként száradjon meg. A száradást követően készen áll a festésre. Ehhez vörös, sárga és fekete földpigmenteket (okra), a vas és mangán ásványi oxidjait, kalcium-karbonátot használnak. Az okrát manapság olyan kötőanyagokkal fixálják, mint a polivinil-acetátot tartalmazó ragasztók, míg korábban erre növényekből, például orchideák hagymáiból nyert nedvet alkalmaztak.

## Értelmezésük

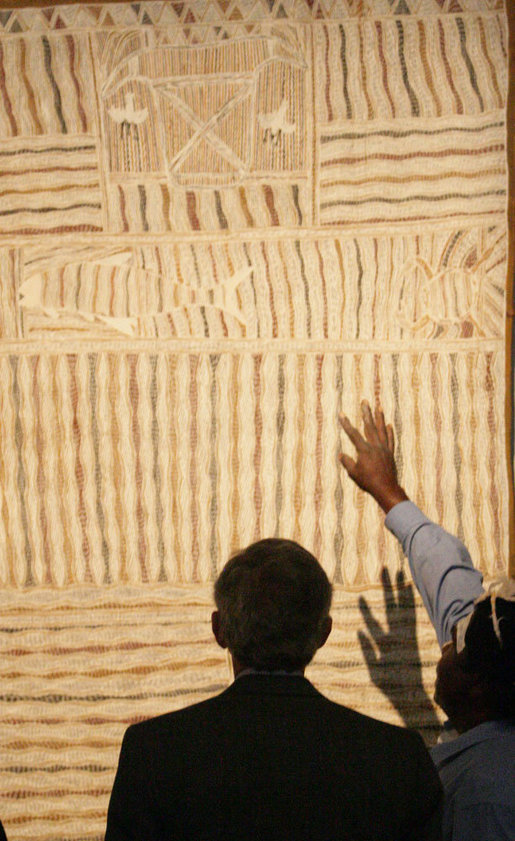
George W. Bush, amerikai elnök egy yirrkalai kéregfestmény előtt 2007. szeptember 6-án, Sydney-ben, az Ausztrál Nemzeti Tengerészeti Múzeumban

A kéregfestmények alapját szentnek tekintett minták – egy-egy klánra jellemző absztrakt formák és minták (például meghatározott színű keresztvonalkázás), valamint az álomidőre utaló elemek – adják. Esetenként a történet elemei nyilvánvalók – a festményen emberek és állatok ismerhetők fel –, míg máskor azok inkább szimbolikusak. Ami a nem beavatott szemlélőnek csupán egy sor, pontokkal megtört hullámvonal, az akár összetett ősi történetet – például a teremtő szellemek útját és az út során megtörtént eseményeket – is megjeleníthet.
A nem beavatottak festményeikkel csak „külső”, mesékhez hasonló történetekre utalhatnak. Ugyanakkor egy beavatott csak kevesek számára hozzáférhető tudást megjelenítő, „belső” történeteket is megfesthet. Így előfordulhat, hogy noha a képet kiállításon mutatják be, vagy akár értékesítésre bocsátják, a történet ábrázolására jogosult művész másnak a mögöttes történetet már nem árulhatja el. A nem őslakosok ezért csak külső megfigyeléseikre és analógiák keresésére támaszkodhatnak. A jolngu nyelvben és kultúrában ugyanis a nem őslakosok körében ismeretlen szavak és fogalmak léteznek, ami megnehezíti e művészeti forma értelmezését.
Pusztán a fizikailag megfigyelhető jellemzőket figyelembe véve a kéregfestmény a következő elemekből állhat:
A kérget minden esetben egy háttérként szolgáló okraréteg borítja, amely rendszerint vörös vagy fehér, ritkábban sárga vagy fekete. A szegély – ha van – a leggyakrabban sárga.
A festményt gyakorta osztják választóvonalak több, egymástól jól megkülönböztethető tematikus blokkra, amelyek külön-külön is önálló alkotásnak tekinthetők. Esetenként ezek a tematikus blokkok a történet különböző részeit mesélik el, és a festményen így áll össze a teljes történet.
A figuratív elemeken valós (vagy mitológiai) tárgyak, lények azonosíthatók. Így például az oposszum figuratív megjelenítése – szemben az oposszum absztrakt szimbólumával, amely csak az azt ismerők számára felismerhető – ténylegesen oposszumnak látszik, ami gyakori ábrázolási mód a hagyományos történeteket elmesélő, kereskedelmi forgalomba kerülő kéregfestmények esetében. Ezzel ellentétben a geometrikus elemek olyan szimbólumokra utalnak, amelyek jelentése rendszerint az adott kontextustól és a festő személyétől függ. Ugyanannak a szimbólumnak eltérő értelmezései lehetnek. Egy kör, például, az adott kontextus alapján, utalhat vízadó üregre, táborhelyre, szőnyegre, tábortűzre, csonthéjas termésre, tojásra, kukacok vájta lyukra stb.
Az előzőekkel ellentétben a klánt jelző elemek szentek, és korábban nem is jelentek meg a nyilvánosságnak szánt képeken, bár ma már ez nem minden kereskedelmi forgalomban kapható kéregfestményre igaz. A klánt jelző elem lehet szimbólumok, geometrikus minták vagy keresztvonalkázás kombinációja: például konkrét színnel festett, egymáshoz kapcsolódó rombuszok sora alapján egy jolngu őslakos azonnal azonosítani tudja a klánt, sőt a festőt is, ami újabb távlatot ad a geometriai alakzatok alkotta szimbolika értelmezéséhez.
A jolngu művészet talán legszembetűnőbb megkülönböztető jegye a keresztvonalkázás. Az egymáshoz közeli és egymást metsző, vékony vonalak meghatározott színűek, ami szintén egy-egy konkrét klánra utal. A hagyomány szerint a legszentebb, a szertartások során a testre festett mintákat úgynevezett bir’yun módszerrel alakították ki: az elérendő hatás leginkább a csillagok villódzásához vagy – maga a kifejezés innen ered – a vízről csillogón visszatükröződő napfényhez hasonlít. Ezeket a mintákat gyakran még azelőtt szándékosan elkenték, hogy azt nők vagy nem beavatottak megláthatták volna, hogy megóvják őket az azokból áradó erő jelentette veszélyektől.
A festményen ábrázolt téma gyakran egy hagyományos álomidőre visszanyúló történet vagy térkép; esetenként mindkettő, mivel az ősi történetek és dalok gyakorta a teremtő ősök útját mutatják be, miközben beutazzák a földet (lásd: dalvonal).

## Ismert őslakos kéregfestők
Az ismert kéregfestők közé tartoznak:
- Narritjin Maymuru
- Yirawala
- John Mawurndjul
- Djawa
- Djambawa Murawilli
- George Milpurrurru
- Binyinyuwuy
- Munggurrawuy Yunupingu
- Paddy Dhathangu
- Wandjuk Marika (egyúttal neves didzseriduművész)
- Lofty Bardayal Nadjamerrek
- Bobby Barrdjaray Nganjmirra

## Fordítás
- Ez a szócikk részben vagy egészben  a   Bark painting című angol Wikipédia-szócikk ezen változatának fordításán alapul.  Az eredeti cikk szerkesztőit annak laptörténete sorolja fel. Ez a jelzés csupán a megfogalmazás eredetét és a szerzői jogokat jelzi, nem szolgál a cikkben szereplő információk forrásmegjelöléseként.

## További források
- Aboriginal Art – Bark paintings
- Telstra National Aboriginal & Torres Strait Islander Art Awards.
- Buku-Larrnggay Mulka Art Centre and Museum in Yirrkala
- the YBE art centre near Nhulunbuy
- Injalak Arts and Crafts Centre in Gunbalanya (Oenpelli)
- Aboriginal Fine Art Gallery